# Xylophanes suana
Espèce
Xylophanes suana est une espèce de lépidoptères de la famille des Sphingidae, de la sous-famille des Macroglossinae, tribu des Macroglossini, sous-tribu des Choerocampina, et du genre Xylophanes.

## Description
L'espèce est visuellement très proche de Xylophanes tersa tersa mais le dessus du corps et les ailes antérieures (sont moins allongées) sont uniformément gris cendré. L'abdomen ne presente pas de bandes latérales jaune d'or. En outre, les tergites abdominaux ont des épines plus faibles. Le motif des ailes antérieures est généralement très uniforme. Seuls la tache discale, la section basale de la première ligne postmedian et la quatrième ligne postmedian se détachent de la couleur de fond brun-gris dans la plupart des spécimens. Les taches jaune pâle de la bande médiane sur la partie supérieure de l'aile postérieure sont moins nombreuses et plus petites que chez Xylophanes tersa tersa et parfois légèrement rosées.

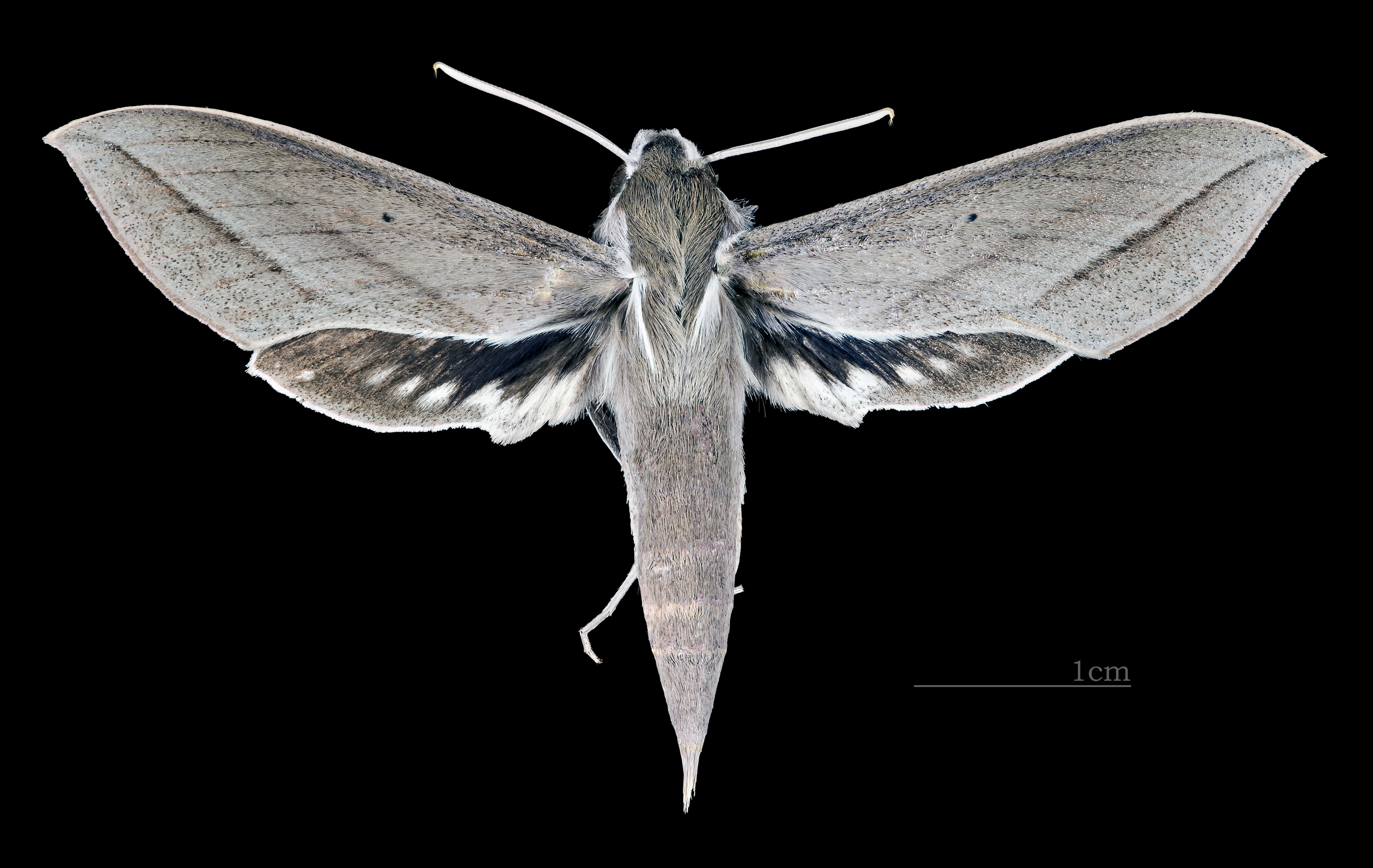
Face dorsale de la femelle (coll.MHNT)
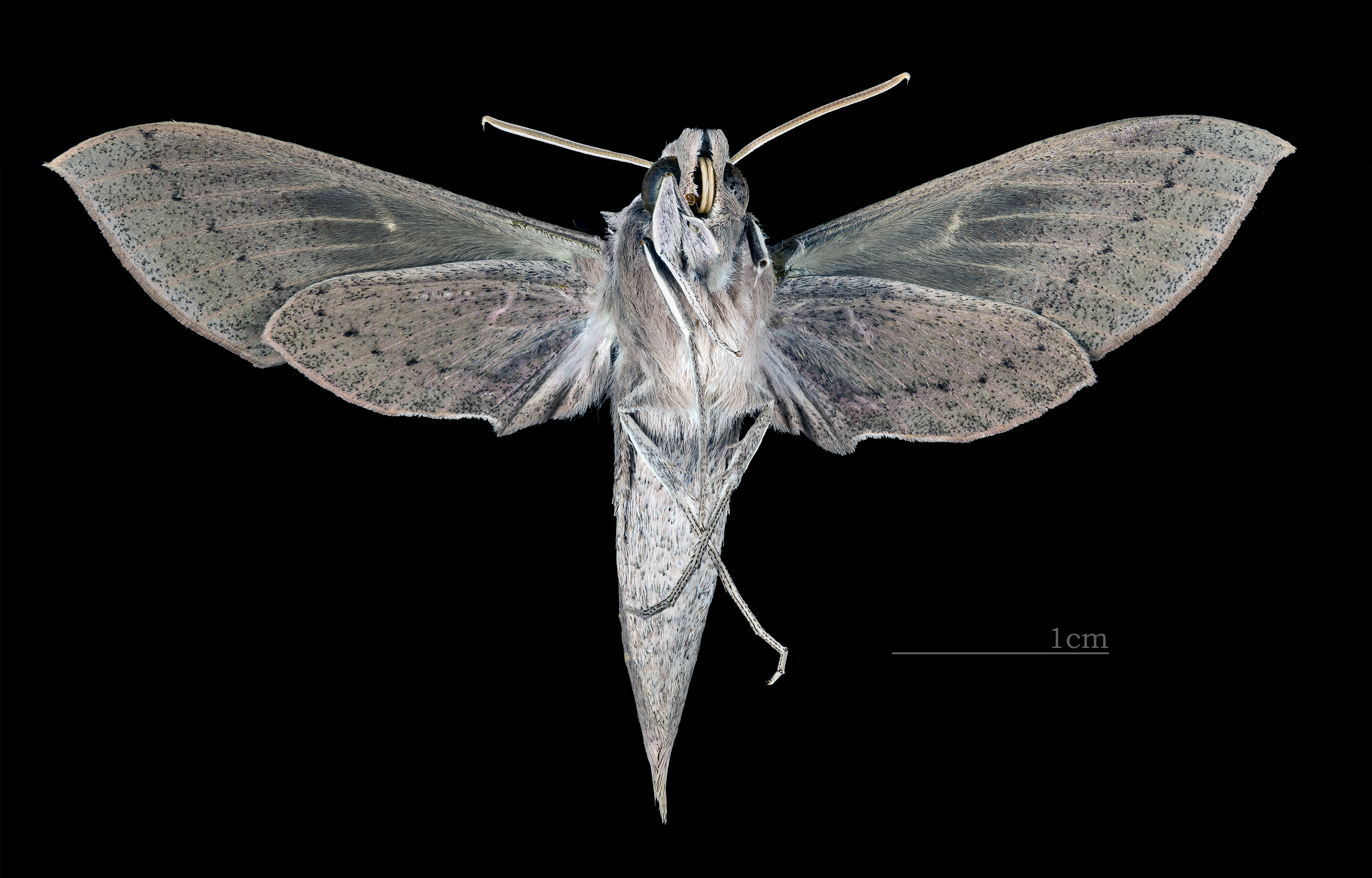
Face ventrale de la femelle (coll.MHNT)

## Biologie
Les adultes volent toute l'année.
Les larves se nourrissent sur Psychotria panamensis, Psychotria nervosa et  Pavonia guanacastensis. Les premiers stades sont généralement verts, mais il y a des formes vert sombre dans le stade final.

## Distribution et habitat
Distribution
L'espèce est endémique des Bahamas

## Systématique
L'espèce Xylophanes suana a été décrite par l'entomologiste britannique Herbert Druce en 1881, sous le nom initial de Chaerocampa suana.

### Synonymie
- Chaerocampa suana Druce, 1881 Protonyme
- Darapsa suana Rothschild, 1894  [2]